# 中村憲由
中村 憲由（なかむら のりゆき）は、日本の男性アニメーション演出家、アニメーション監督。演出として関わる作品には子供向けのものが多い。
ハイテンションで勢いのあるギャグ演出を得意としている。

## 作品リスト

### テレビアニメ
1981年
- ワンワン三銃士（1981年 - 1982年、演出補）

1982年
- 釣りキチ三平（演出助手）

1983年
- アルプス物語 わたしのアンネット（監督助手）
- さすがの猿飛（1983年 - 1984年、演出助手）

1984年
- らんぽう（絵コンテ・演出）

1985年
- あした天気になあれ（絵コンテ・演出）
- キャプテン翼（演出）

1987年
- マシンロボ ぶっちぎりバトルハッカーズ（絵コンテ）
- ミスター味っ子（1987年 - 1989年、演出チーフ・演出）

1989年
- らんま1/2 熱闘編（1989年 - 1990年、演出）

1990年
- ダッシュ!四駆郎（絵コンテ）
- ガタピシ（演出）
- キャッ党忍伝てやんでえ（絵コンテ）

1992年
- 楽しいムーミン一家 冒険日記（絵コンテ）
- ヤダモン（1992年 - 1993年、絵コンテ・演出）

1993年
- ジャングルの王者ターちゃん（1993年 - 1994年、絵コンテ・演出）

1994年
- モンタナ・ジョーンズ（1994年 - 1995年、絵コンテ・演出）

1995年
- アリス探偵局（1995年 - 1997年、絵コンテ・演出）
- 飛べ!イサミ（絵コンテ）

1996年
- はりもぐハーリー（1996年 - 1997年、絵コンテ・演出）

1997年
- 救命戦士ナノセイバー（1997年 - 1998年、絵コンテ・演出）

1998年
- Bビーダマン爆外伝（1998年 - 1999年、絵コンテ・演出）

1999年
- パパと踊ろう（絵コンテ・演出）

2000年
- 六門天外モンコレナイト（絵コンテ・演出）
- NieA_7（絵コンテ）

2001年
- 破壊魔定光（演出）
- Cosmic Baton Girl コメットさん☆（絵コンテ・演出）

2002年
- HAPPY★LESSON（絵コンテ・演出）
- 爆転シュート ベイブレード 2002（絵コンテ）

2003年
- 出撃!マシンロボレスキュー（絵コンテ・演出）
- 爆転シュート ベイブレード Gレボリューション（絵コンテ）
- あたしンち（絵コンテ）
- マーメイドメロディー ぴちぴちピッチ（絵コンテ）
- NARUTO -ナルト-（絵コンテ）
- PAPUWA（絵コンテ）
- コロッケ!（2003年 - 2004年、絵コンテ）

2004年
- トランスフォーマー スーパーリンク（絵コンテ）
- 遊☆戯☆王デュエルモンスターズ（絵コンテ）
- 遊☆戯☆王デュエルモンスターズGX（2004年 - 2007年、絵コンテ）
- 流星戦隊ムスメット（絵コンテ・演出）
- 神無月の巫女（絵コンテ・演出）

2005年
- 陰陽大戦記（絵コンテ）
- わがまま☆フェアリー ミルモでポン!ちゃあみんぐ（絵コンテ）
- ToHeart2（絵コンテ）
- 銀盤カレイドスコープ（絵コンテ）

2006年
- かりん（絵コンテ）
- 灼眼のシャナ（絵コンテ）
- ワンワンセレプー それゆけ!徹之進（絵コンテ）
- 遊☆戯☆王デュエルモンスターズALEX（絵コンテ） - 日本未公開
- 魔界戦記ディスガイア（絵コンテ）
- まもって!ロリポップ（監督・絵コンテ）

2007年
- Saint October（絵コンテ）
- 爆丸バトルブローラーズ（絵コンテ）
- もえたん（絵コンテ）
- School Days（絵コンテ）
- 家庭教師ヒットマンREBORN!（絵コンテ）

2008年
- レンタルマギカ（絵コンテ）
- ヤッターマン（2008年 - 2009年、絵コンテ）
- トランスフォーマー アニメイテッド（2008年 - 2009年、絵コンテ）
- 遊☆戯☆王5D's（2008年 - 2010年、絵コンテ）
- 鉄腕バーディー DECODE（絵コンテ）
- イナズマイレブン（2008年 - 2009年、絵コンテ）
- とある魔術の禁書目録（絵コンテ）

2009年
- ヒゲぴよ（2009年 - 2010年、絵コンテ）
- ジュエルペット（絵コンテ）
- メタルファイト ベイブレード（2009年 - 2010年、絵コンテ）
- にゃんこい!（絵コンテ）
- そらのおとしもの（絵コンテ）

2010年
- ヴァイス・サヴァイヴR（絵コンテ）
- メタルファイト ベイブレード 爆（2010年 - 2011年、絵コンテ・演出）

2011年
- メタルファイト ベイブレード 4D（2011年 - 2012年、絵コンテ）
- SKET DANCE（絵コンテ）

2012年
- ハイスクールD×D（絵コンテ）
- ズモモとヌペペ（2012年 - 2013年、監督・絵コンテ・演出）
- メタルファイト ベイブレード ZEROG（絵コンテ）
- 遊☆戯☆王ZEXAL（絵コンテ）
- 遊☆戯☆王ZEXAL II（2012年 - 2013年、絵コンテ）

2013年
- うたの☆プリンスさまっ♪ マジLOVE2000%（絵コンテ）
- ジュエルペット ハッピネス（絵コンテ）
- 波打際のむろみさん（絵コンテ）
- ハイスクールD×D NEW（絵コンテ）
- LINE TOWN（2013年 - 2014年、絵コンテ・演出）

2014年
- ヒーローバンク（2014年 - 2015年、絵コンテ・演出）
- 風雲維新ダイ☆ショーグン（絵コンテ）
- ベイビーステップ（絵コンテ）
- カードファイト!! ヴァンガードG（2014年 - 2015年、絵コンテ）
- 怪盗ジョーカー（絵コンテ）

2015年
- ジュエルペット マジカルチェンジ（絵コンテ・演出）
- 怪盗ジョーカー シーズン2（絵コンテ・演出助手）
- 城下町のダンデライオン（絵コンテ）
- 新あたしンち（2015年 - 2016年、絵コンテ・演出）

2016年
- リルリルフェアリル〜妖精のドア〜（2016年 - 2017年、絵コンテ・演出）
- 怪盗ジョーカー シーズン3（絵コンテ）
- クレヨンしんちゃん（2016年 - 2017年、絵コンテ・演出）

2017年
- カードファイト!! ヴァンガードG NEXT（絵コンテ・演出）
- リルリルフェアリル〜魔法の鏡〜（2017年 - 2018年、絵コンテ・演出）
- カードファイト!! ヴァンガードG Z（2017年 - 2018年、絵コンテ・演出）

2018年
- カードファイト!! ヴァンガード（2018年 - 2020年、絵コンテ・演出）
- 爆釣バーハンター（2018年 - 2019年、絵コンテ・演出）

2019年
- けだまのゴンじろー（絵コンテ）
- Re:ステージ! ドリームデイズ♪（演出）

2020年
- ぼくのとなりに暗黒破壊神がいます。（絵コンテ）
- トミカ絆合体 アースグランナー（2020年 - 2021年、演出）
- カードファイト!! ヴァンガード外伝 イフ-if-（絵コンテ・演出）
- 遊☆戯☆王SEVENS（2020年 - 2021年、絵コンテ・演出）

2021年
- マジカパーティ（2021年 - 2022年、演出）

2022年
- シュート!Goal to the Future（監督・絵コンテ・演出・OP演出・ED絵コンテ/演出）

2023年
- 転生貴族の異世界冒険録〜自重を知らない神々の使徒〜（監督・絵コンテ・演出・OPED絵コンテ/演出・アイキャッチ原画）
- MIX MEISEI STORY 2ND SEASON 〜二度目の夏、空の向こうへ〜（演出）
- 遊☆戯☆王ゴーラッシュ!!（2023年 - 2025年、絵コンテ・演出・原画）

2024年
- 異世界でもふもふなでなでするためにがんばってます。（絵コンテ）
- 異世界ゆるり紀行 〜子育てしながら冒険者します〜（絵コンテ）
- 科学×冒険サバイバル!（演出）

2025年
- ギルドの受付嬢ですが、残業は嫌なのでボスをソロ討伐しようと思います（絵コンテ）

### 劇場アニメ
1985年
- キャプテン翼 危うし!全日本Jr.（演出助手）

1986年
- キャプテン翼 明日に向って走れ!（演出）
- キャプテン翼 世界大決戦!! Jr.ワールドカップ（演出助手）

1993年
- MOTHER 最後の少女イヴ（演出）

2009年
- クレヨンしんちゃん オタケベ!カスカベ野生王国（絵コンテ）

2010年
- 劇場版イナズマイレブン 最強軍団オーガ襲来（絵コンテ）

### OVA
1991年
- スケバン刑事（演出）

1992年
- ドラゴンスレイヤー英雄伝説（監督・絵コンテ）

1995年
- 銀河お嬢様伝説ユナ〜哀しみのセイレーン〜（演出）

2003年
- がぁーでぃあんHearts（絵コンテ）

2005年
- がぁーでぃあんHearts ぱわ〜あっぷ!（絵コンテ）
- いつだってMyサンタ!（監督・絵コンテ・演出）